# Chemin no 13 (Rocourt)
Le Chemin n° 13 était un chemin creux long de 197 mètres, faisait le lien entre deux rues à Rocourt (Belgique); il a été coupé à une extrémité par l’échangeur de Vottem. Il a continué à être utilisé comme chemin de promenades.  Son assiette appartient au domaine public, mais il a été remblayé en plusieurs endroits et en 2018 clôturé par un riverain,.

## Historique
Ce chemin associé à la géographie agraire est renseigné sur la carte de Ferraris (1777). Son caractère ondulant indiquerait une origine préhistorique; remarquablement, il persiste dans le cadastre contemporain. Ce chemin permettait des raccourcis entre trois chemins reliant Liège et Tongres à travers la Hesbaye. Il était emprunté par les villageois, des chevaux et des chars, voire des armées.  Particulièrement, il a joué un rôle important lors de la bataille de Rocourt de 1764, qui se déroulait dans la plaine entre les villages de Rocourt, Vottem, Milmort et Liers.

## Situation

### Situation originelle
Ce chemin apparaît à l’Atlas des chemins vicinaux (1841). La publication à l’atlas garantit un droit de passage pour le public ainsi qu’un droit de propriété sur l’assiette du chemin au profit de la commune de Rocourt, incorporée en 1976 dans la Ville de Liège. Il reliait le Chemin n° 4 de Rocourt (actuellement rue de l’Arbre Sainte Barbe), au Chemin n° 1 (actuellement rue Verte-Voie) et au Chemin n° 6 (disparu sous l’échangeur de Vottem).

### Situation actuelle
Après la construction de l’autoroute, graduellement le chemin était incorporé dans les champs (bien que faisant partie du domaine public), mais une importante dépression trahissait son origine comme chemin creux, qui offrait une grande biodiversité, en contraste avec les monocultures des champs de Hesbaye. Ensuite, ce chemin a été remblayé et barré par clôture et haie. De fait, le Chemin n°13 a été incorporé dans le parc privé de François Fornieri. En juin 2020, le dossier est à l’information au Parquet de Liège pour infractions urbanistiques, dont l’appropriation de chemins publics et le remblaiement du Chemin n° 13. En 2021, une tentative de régularisation, comprenant un détournement a été entreprise.

## Odonymie
Le numéro 13 a été attribué à ce chemin dans l’Atlas des chemins vicinaux (1841). Il s’agit d’un numéro séquentiel, tous chemins et sentiers confondus, appartenant à une même commune avant fusions. En wallon, ce chemin s'appelle Inte deûs vôyes (Entre deux voies).

## Paysage
Le chemin creux passait dans un paysage rural, témoin des paysages de l’époque pré-industrielle des faubourgs nord de la Ville de Liège.

## Voiries adjacentes
- Rue de l’Arbre Sainte Barbe
- Rue Verte-Voie ou Chemin n° 1

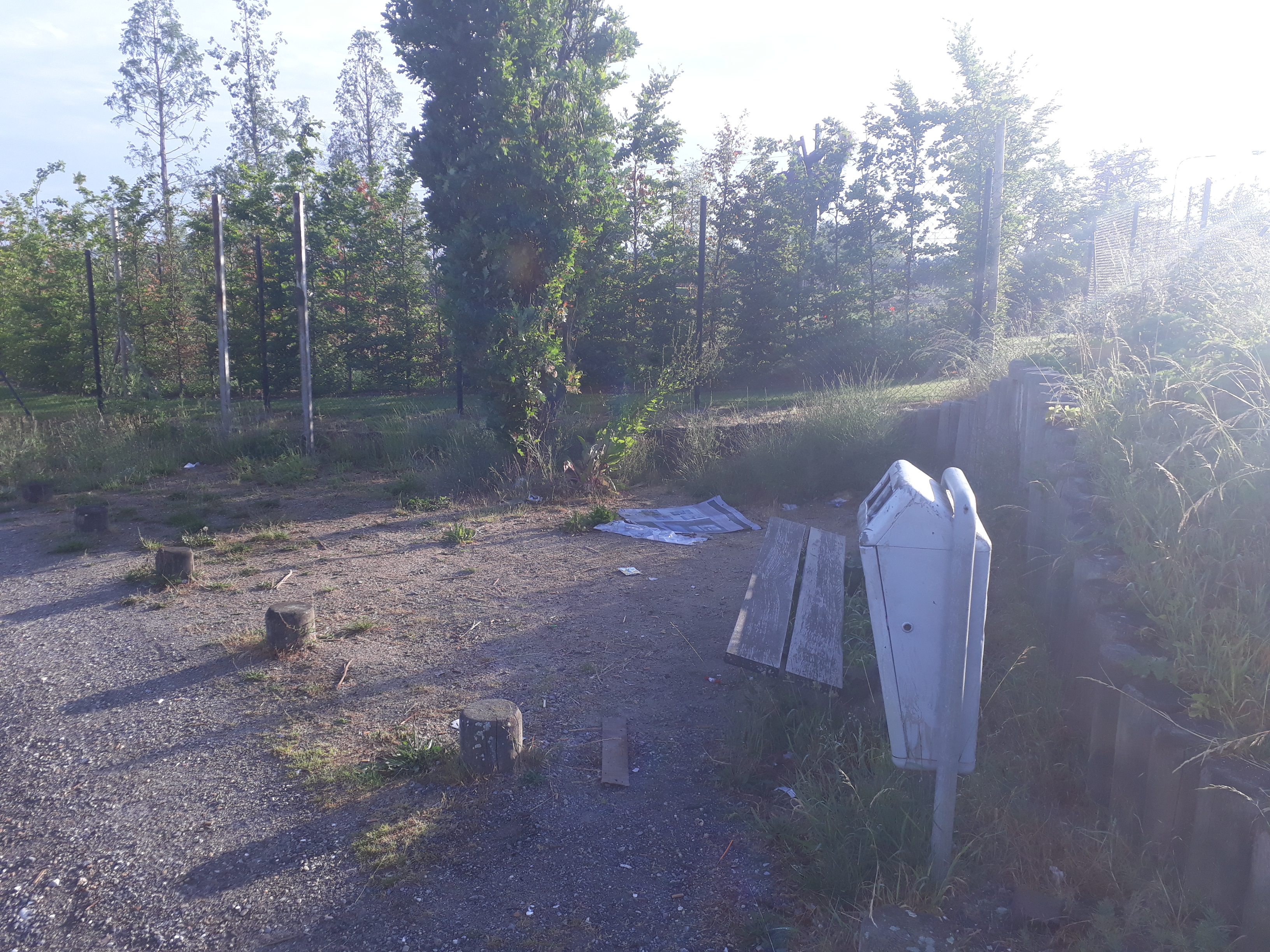
Chemin n° 13 à Rocourt clôturé, avec l'Arbre Sainte Barbe à l’avant-plan

## Fonction actuelle
On attribue aux chemins vicinaux une importance esthétique et paysagère, sociale, touristique ainsi parfois qu'en termes de service écosystémique (en tant qu'éléments naturels relictuels susceptibles de participer à la trame verte). Particulièrement, le Chemin n° 13, à l’origine un chemin creux encaissé, pourrait très bien  faire partie d’un circuit de promenade dans le milieu péri-urbain de Rocourt, conjointement avec la rue Verte-Voie. Ceci permettrait la mise en valeur du site historique de la bataille de Rocourt ainsi que l’Arbre Sainte Barbe.